# Siboglinum frenigerum
Siboglinum frenigerum är en ringmaskart som beskrevs av Ivanov 1960. Siboglinum frenigerum ingår i släktet Siboglinum och familjen skäggmaskar. Inga underarter finns listade i Catalogue of Life.